# Motilal Nehru
Pandit Motilal Nehru (6 de maig de 1861 – 6 de febrer de 1931) va ser un advocat i polític indi, president del Congrés Nacional Indi i pare de Jawaharlal Nehru.

## Vida familiar

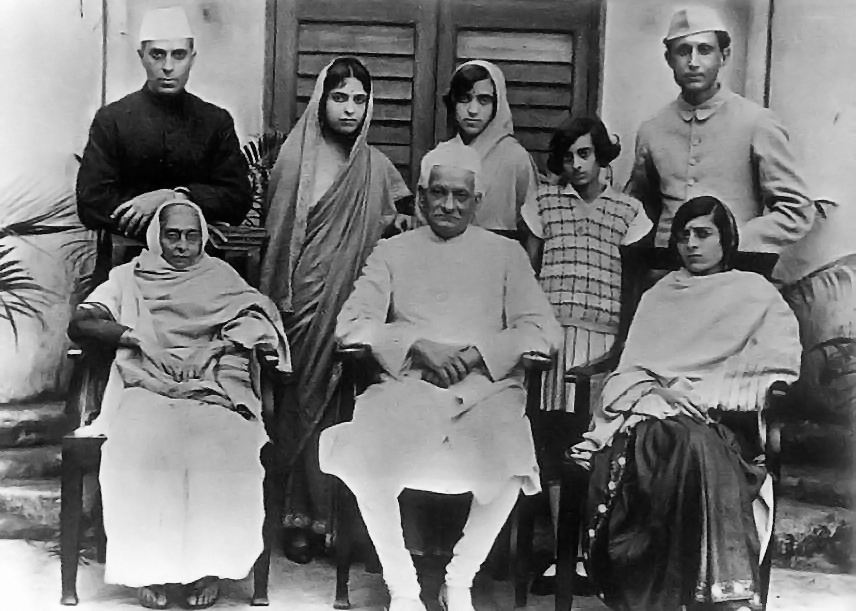
D'esquerra a dreta, dempeus: Jawaharlal Nehru, Vijaya Lakshmi Pandit, Krishna Hutheesingh, Indira Gandhi i Ranjit Pandit; asseguts: Swarup Rani, Motilal Nehru i Kamala Nehru.

Motilal Nehru va néixer el 6 de maig de 1861 a Agra tres mesos després de la mort del seu pare Gangadhar, oficial de policia a Delhi, qui hi va migrar en esclatar la rebel·lió índia de 1857. Va criar-se amb la seva mare Jeorani a la població de Khetri, al Rajasthan, on el seu germà Nandial va esdevenir diwan. El 1870 Nandial deixa Khetri per exercir d'advocat a Agra, i més tard a Allahabad. Motilal també va establir-se a Allahabad per estudiar Dret al Muir Central College, després d'haver cursat estudis a Kanpur amb excel·lents qualificacions. En abril de 1887 va morir Nandial, deixant els seus 5 fills i 2 filles a càrrec de Motilal.
En 1889 va néixer el seu primer fill, Jawaharlal Nehru, fruit del matrimoni amb Swarup Rani. El 1900 va néixer la seva primera filla, Sarup (posteriorment Vijayalakshmi Pandit), i el 1907 la segona, Krishna (posteriorment Krishna Hutheesing).
En 1899 i 1900 va viatjar a Europa, cosa que va accentuar l'occidentalització en la seva forma de viure. En juny de 1905 Motilal tornà a Europa però aquesta vegada acompanyat de la seva família i per inscriure a Jawaharlal en la Harrow School.

## Vida política
Les incursions polítiques de Motilal van ser inicialment esporàdiques, breus i passives. En gestar-se la partició de Bengala Motilal va decidir prendre-hi part activa presidint la Conferència Provincial de polítics moderats (en contraposició als extremistes) a Allahabad. El 1911 va ser escollit membre de l'All India Congress Committee, l'assemblea que prenia decisions al Congrés Nacional Indi.
A partir de 1912 la seva vida política va incrementar-se i radicalitzar-se. Amb el descontentament que va generar entre molts sectors de la societat índia la Primera Guerra Mundial, i amb l'empresonament d'Annie Besant el 1917, va decidir formar part del Home Rule Movement, una organització per promoure l'autogovern de l'Índia. El 1919 va crear el periòdic Independent com a reacció davant del moderat Leader. Davant de les polítiques oficials i legals com l'acta Rowlatt, que va acabar fatídicament amb la massacre d'Amritsar, i davant del moviment de satyagraha ideat per Mahatma Gandhi per oposar-s'hi, Motilal i el seu fill Jawaharlal van veure's en una cruïlla. No van trigar a decantar-se per recolzar Gandhi i el moviment independentista.
A finals de 1921 Motilal i Jawaharlal van ser empresonats. El 1923, amb Gandhi empresonat i amb el moviment de no cooperació en decadència, van decidir fundar el partit Swarajya junt amb C. R. Das.